# Åkers bergslag

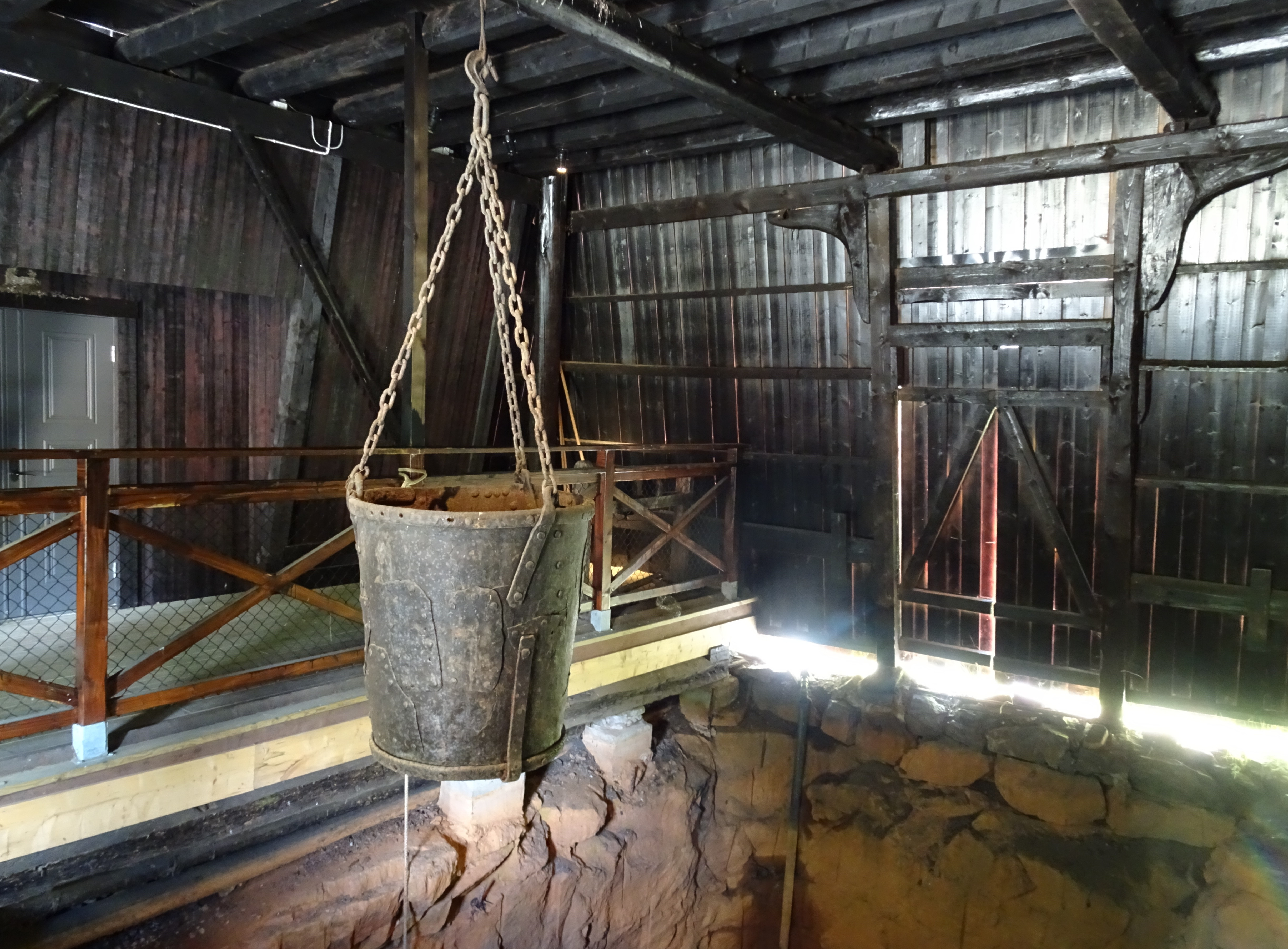
Interiör i lavtornet med "Treans schakt" på Skottvångs gruva.

Åkers bergslag är ett geografiskt område med historisk bergsbruk och hyttverksamhet beläget i gränstrakterna mellan kommunerna Strängnäs, Gnesta och Flen. Åkers bergslag är även ett ekomuseum och ett decentraliserat friluftsmuseum. Museet, som fortfarande är i uppbyggnadsfasen, berättar med hjälp av ett antal utvalda besöksmål om gruvdriften och järnhanteringen i trakten. Centralpunkten i ekomuseet är Åkers styckebruk som grundades omkring 1580. Åkers bergslag kännetecknas av vacker natur med flera naturreservat. Området genomkorsas av bland annat Sörmlandsleden, Näckrosleden och Kanotleden.

## Allmänt

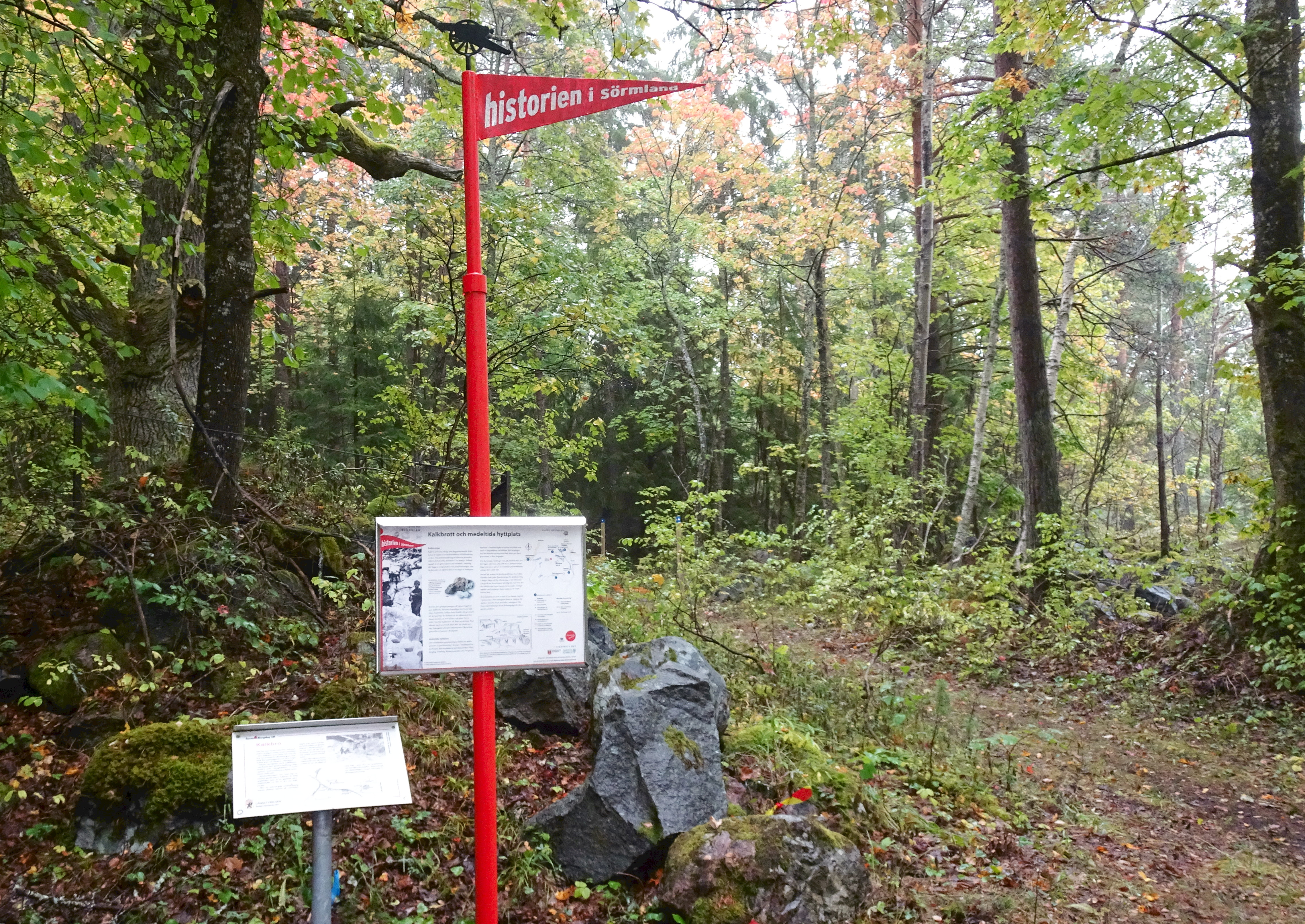
"Historien om Sörmland", informationsskylt vid Kalkbro.

Åkers bergslag omfattar ett stort, kuperat och sjörikt område med intressant geologi samt rikt växt- och djurliv. Genom området sträcker sig sprickdalsjöarna Marvikarna och Klämmingen, som förr hade stor betydelse för transporter av järnmalm, träkol och timmer. Numera är de kanotled på sommaren och skridskoled på vintern. Inom området finns även fornlämningar och kulturminnen från äldre gruvhantering. Här ligger gamla gruvor och hundratals kolbottnar, slagghögar och andra rester från sedan länge nedlagda järnbruk. Härifrån hämtades malm, träkol, kalk och arbetskraft till masugnarna i Åkers Styckebruk som är ett av Sveriges äldsta ännu levande företag, grundat 1580.
Malmbrytningen i exempelvis Skottvångs gruva påbörjades enligt en del experter redan vid mitten av 1200-talet och lades ner 1921. Vid Kalkbro finns lämningar efter en hytta från 1200-talet. På Älgsjöbackens gruva pågick malmbrytningen längst, ända fram till 1944. Idag finns hantverkare, konstnärer, kulturliv och museer som håller bygden och historiken levande. Samtliga besöksmål ligger väl samlade mellan Åkers styckebruk i norr och Gnesta i söder. Vid de flesta besöksmålen finns informationstavlor med vimpelprydda stolpar Historien om Sörmland uppsatta av Sörmlands museum.

## Besöksmål (urval)

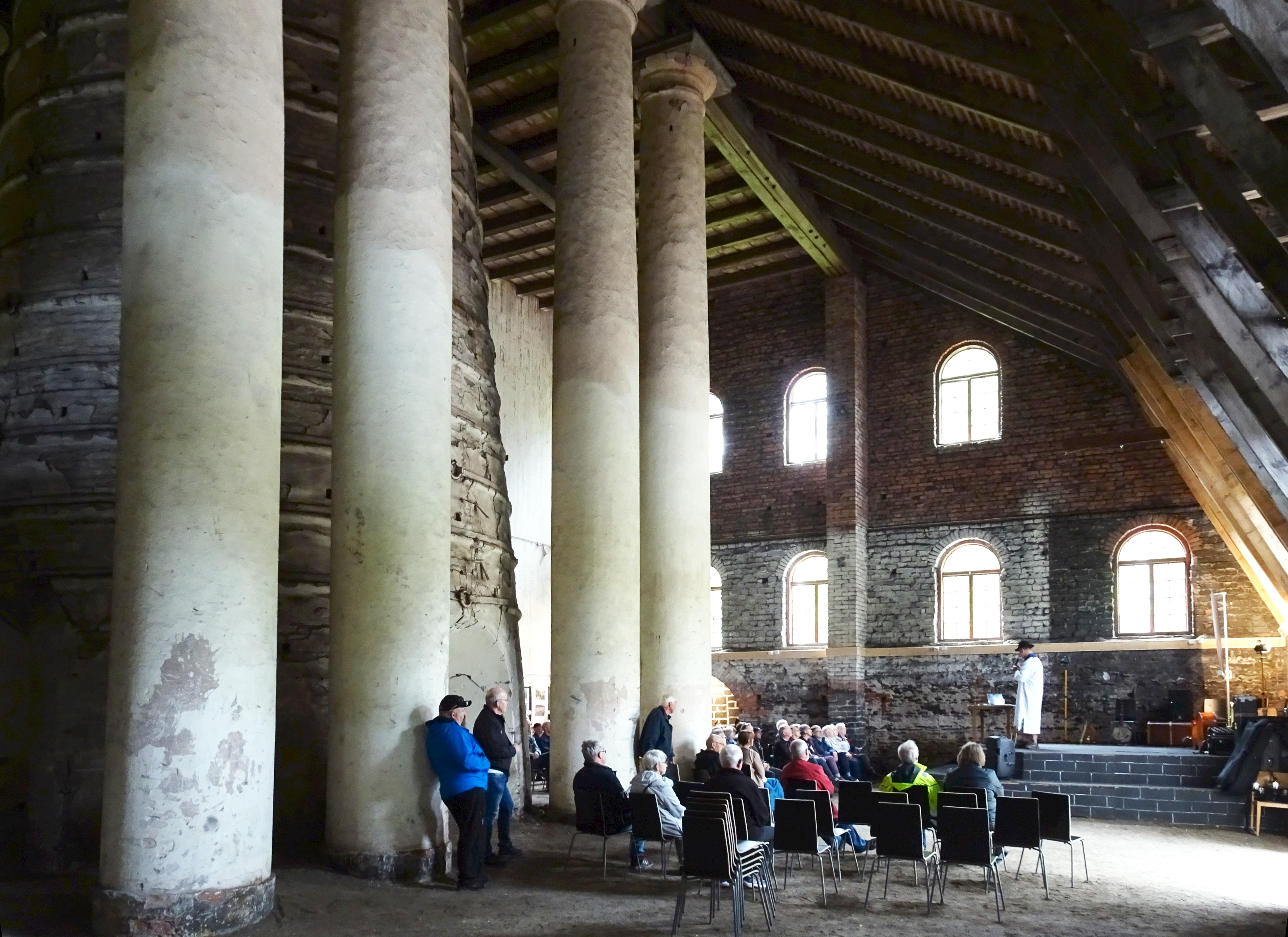
Björndammens masugn, interiör.

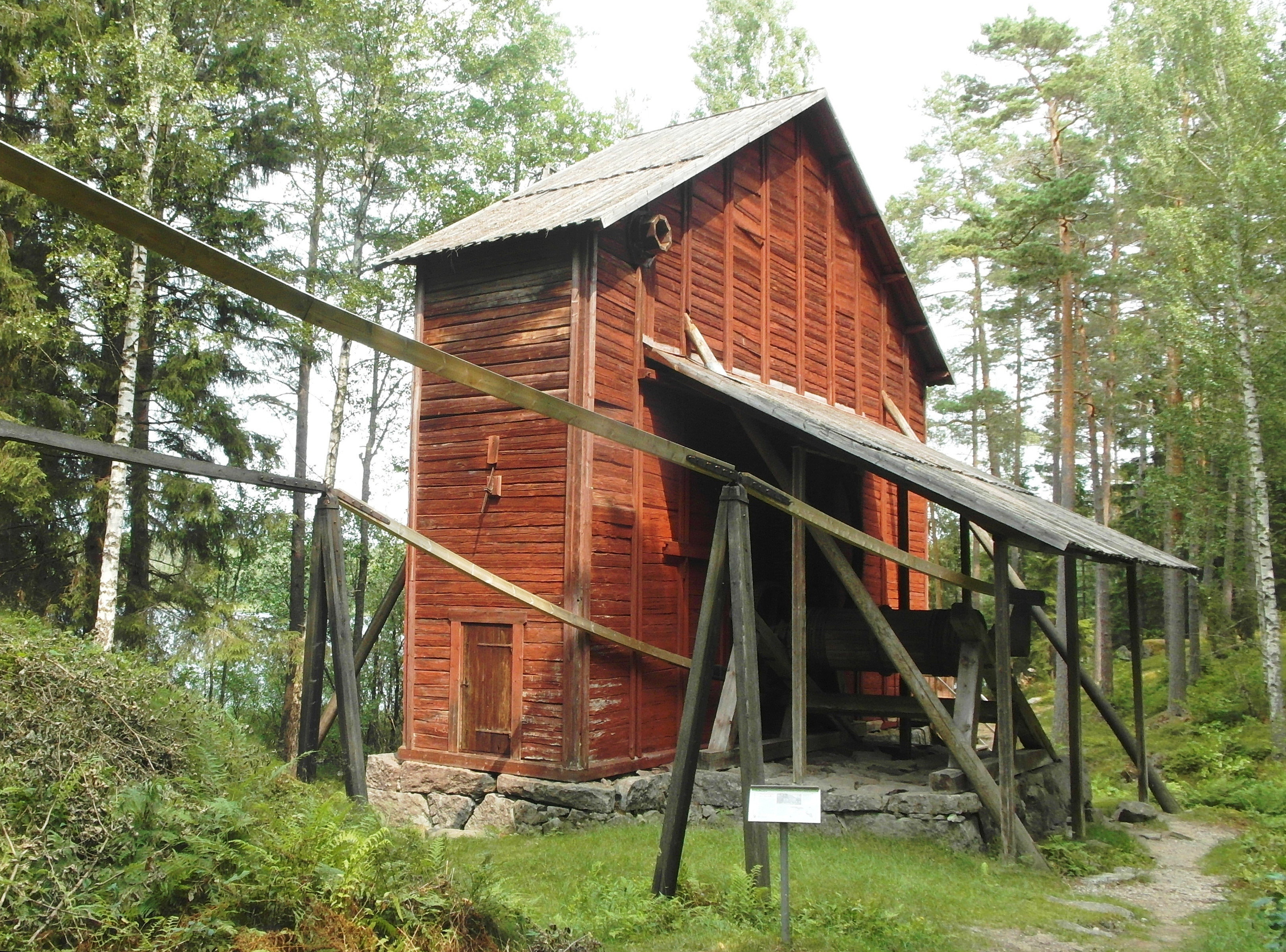
Bredsjönäskonsten.

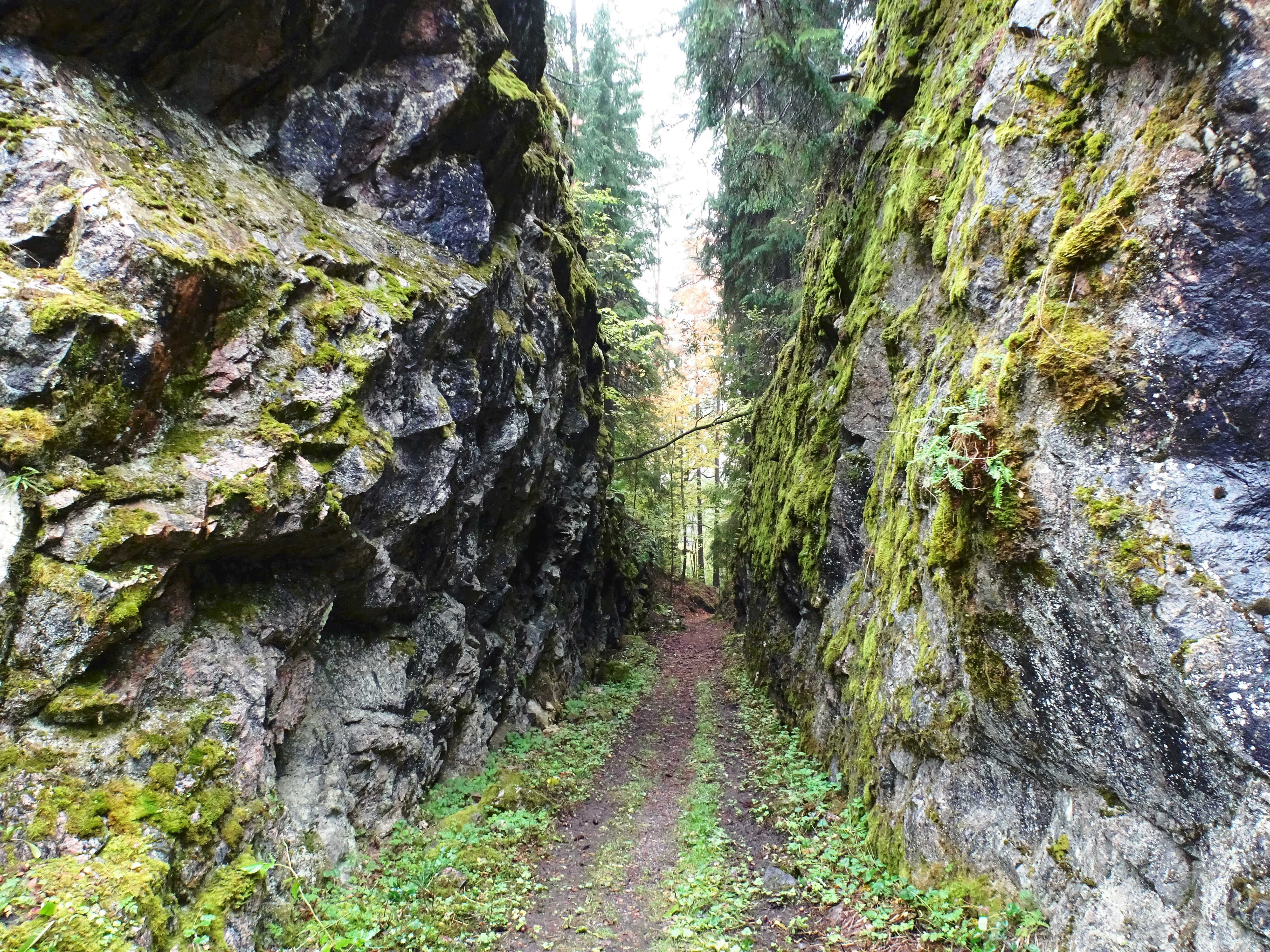
"Ravinen" (bergsskärningen) vid Kalkbro.

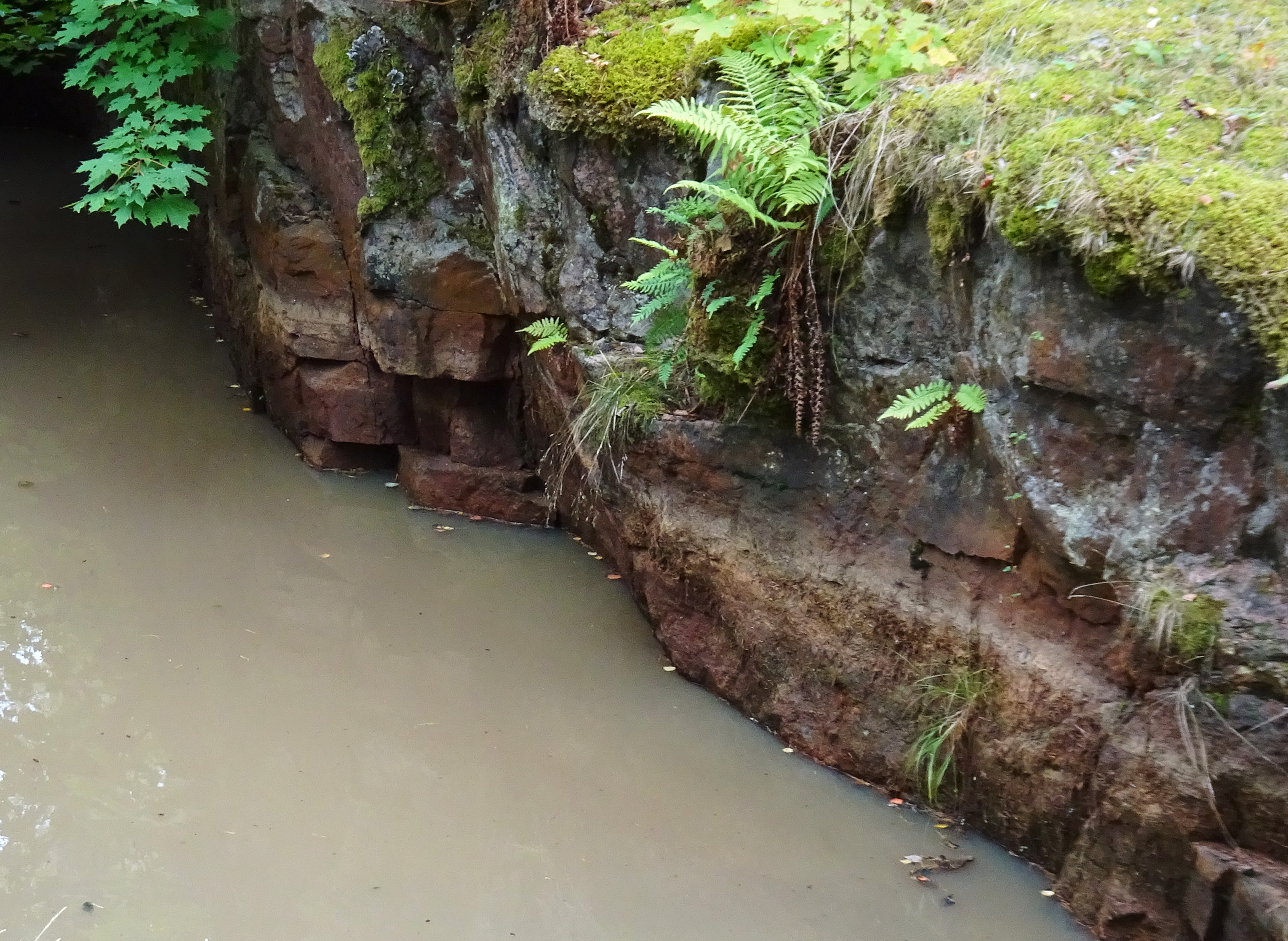
Gruvhål vid Knaperhälls gruva.

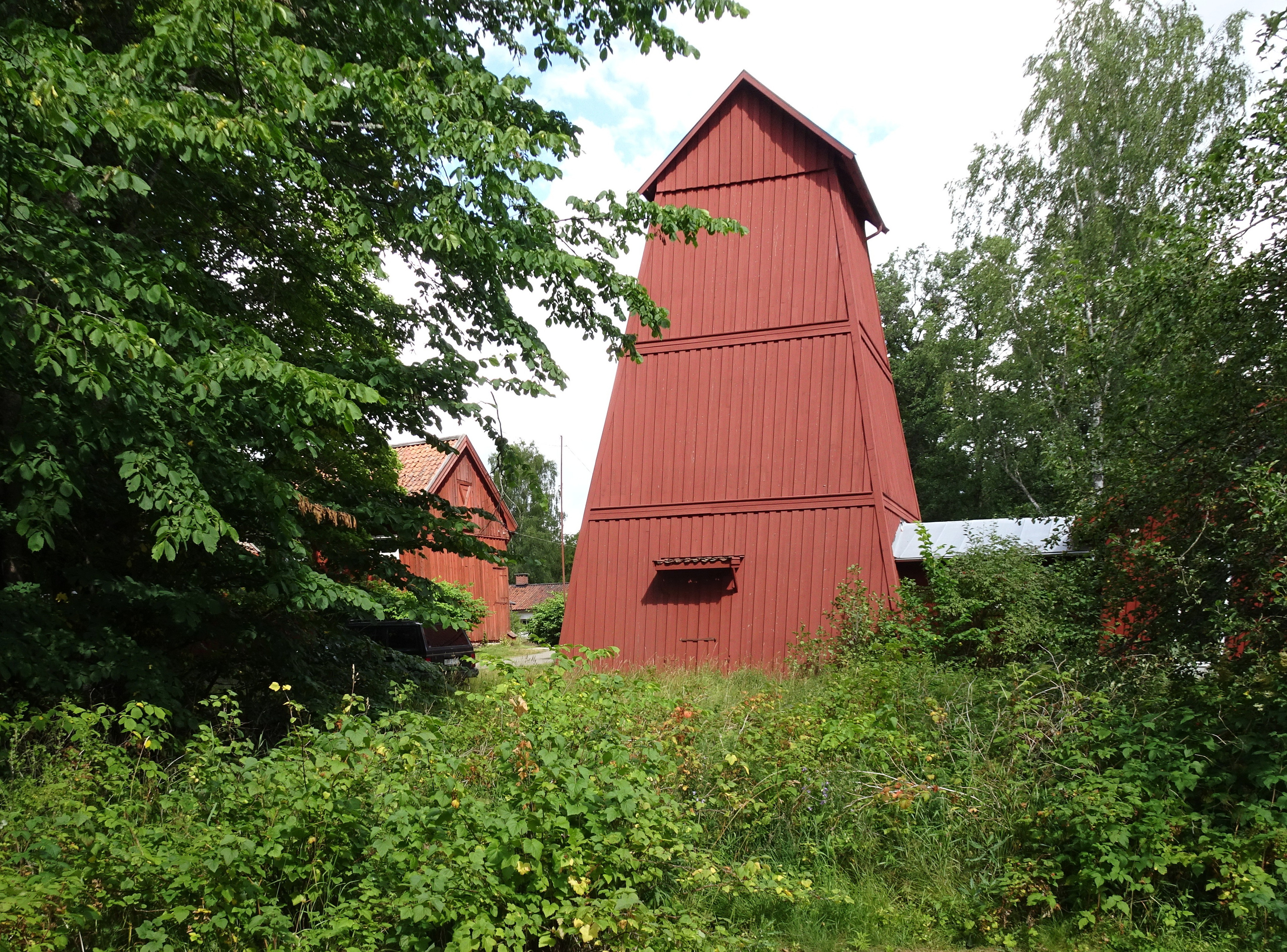
Byggnader vid Skottvångs gruva.

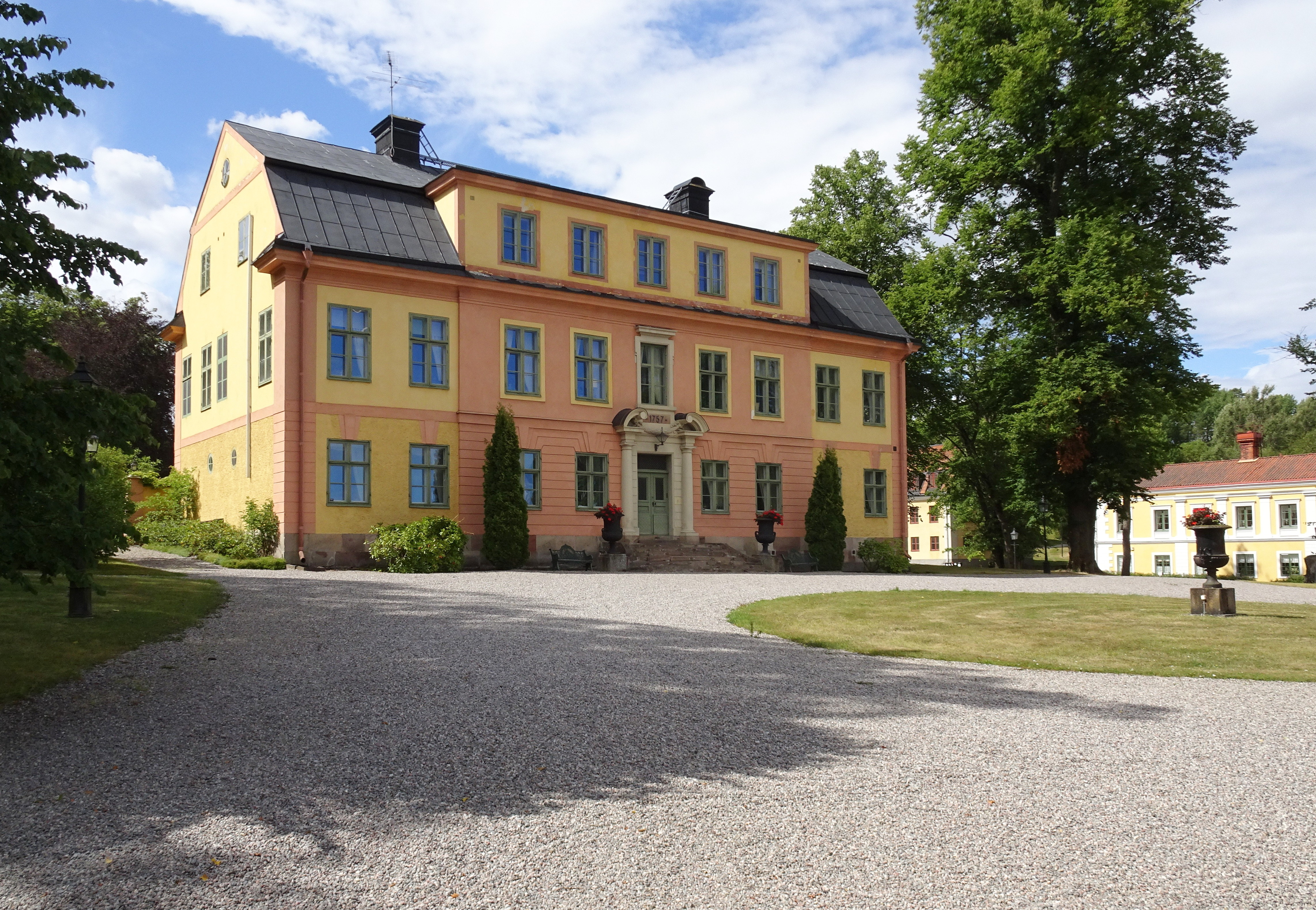
Åkers styckebruk, herrgården.

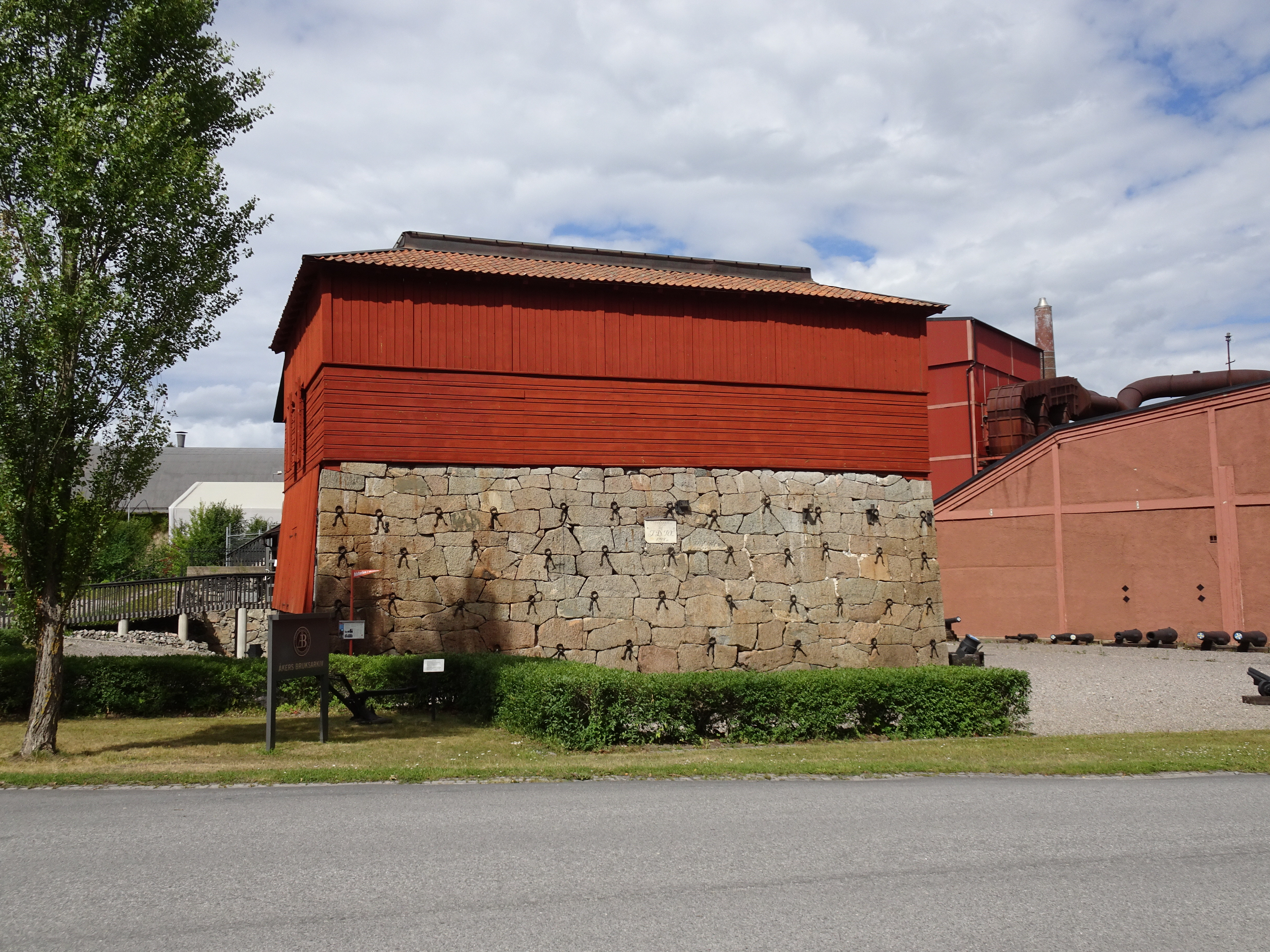
Åkers styckebruk, masugnen.

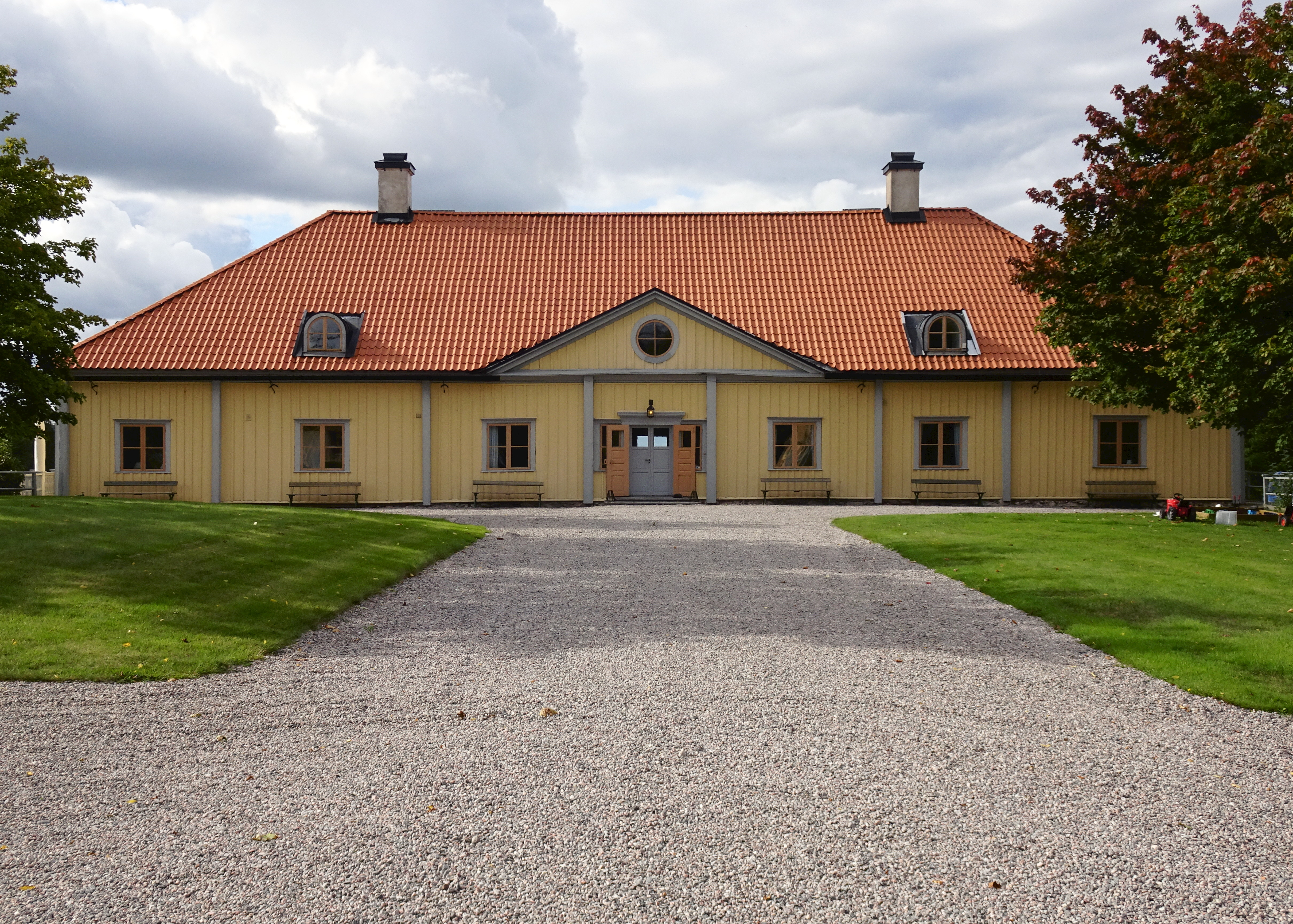
Ånhammar, herrgården.

I alfabetisk ordning:

### Björndammens masugn
- Koordinater: 59°12′19.75″N 16°49′10.47″Ö / 59.2054861°N 16.8195750°Ö

Masugnen med  Björndammens bruksområde ligger vid Vårsjön i Dunkers socken. Den första masugnen vid Björndammen anlades 1637. Nuvarande masugnen byggdes år 1800. Byggnaden som omsluter masugnen har ett ovanligt utseende, den liknar en basilika med tre skepp. Masugnspipan flankeras av två pelarrader i jonisk stil, med fyra kolonner i varje. 1880 upphörde driften, främst beroende på att malmen vid Starrsätters gruvor tog slut. Sedan år 2014 pågår omfattande renoverings- och restaureringsarbeten. Fornminne med RAÄ-nummer Dunker 220:1.

### Bredsjönäsgruvorna
- Koordinater: 59°12′45.2″N 17°4′8.38″Ö / 59.212556°N 17.0689944°Ö

Vid Bredsjönäs fanns gruvor från två olika tidsperioder. De äldsta var de så kallade Sjuhålsgruvorna och den sista hette Sjögruvan. Samtliga hade stora problem med vatteninträngning som berodde på närheten till Bredsjön i kombination med porös berggrund. Sjuhålsgruvorna anlades troligen redan på 1600-talet och hade ett djup på maximalt 20 till 30 meter. Vid det djupet blev vattentillflödet större än vad man förmådde att pumpa ur med dåtidens teknik. Brytningen i Sjuhålsgruvorna avslutades i mitten av 1800-talet. Istället anlades Sjögruvan några hundratal meter nordväst om Sjuhålsområdet. Även Sjögruvan drabbades av vatteninträngning. Till en början användes en ångmaskin för att driva gruvans pumpar. Maskinen var dock för klen varför den kompletterades 1870 av Bredsjönäskonsten. 1925 lades även brytningen vid Sjögruvan ner och i början av 1960-talet revs byggnaderna. Fornminne med RAÄ-nummer Åker 95:1.

### Bredsjönäskonsten
- Koordinater: 59°13′13.38″N 17°4′51.52″Ö / 59.2203833°N 17.0809778°Ö

Anläggningen är ett så kallat konsthjul, som drevs av vatten från Mossjön och Malsjön. Bredsjönäskonsten byggdes år 1870 med uppgiften att komplettera de ångdrivna pumparna vid Bredsjönäsgruvorna, som ligger en dryg kilometer söder om vattenhjulet. Vattnet leddes in i byggnadens överdel och satte det 13,5 meter höga vattenhjulet i rörelse. Kraften från vattenhjulet överfördes till gruvorna med hjälp av en 1 200 meter lång stånggång. Fornminne med RAÄ-nummer Åker 94:1.

### Kalkbro
- Koordinater: 59°13′19.99″N 17°00′42.31″Ö / 59.2222194°N 17.0117528°Ö

Vid Kalkbro i Åkers socken har man brutet kalk troligen redan under medeltiden. Kalkstenen som hämtades här användes främst i samband med järnframställning. Kalksten behövs som slaggbildare i masugnen. Verksamheten pågick ännu under 1940-talet. 1994 upptäckte en hembygdsforskare spår efter en gammal järnmalmshytta som kunde dateras till 1200-talet. Det gamla kalkbrottet i Kalkbro är sedan 1984 ett naturreservat. Den ravinliknande bergsskärningen som bildade ingången till brytområdet blev filmkuliss i filmen Ronja Rövardotter från 1984 när Mattis rider och letar efter Ronja. Fornminne med RAÄ-nummer Åker 350:1.

### Knaperhälls gruva
- Koordinater: 59°12′24.1″N 16°54′54.9″Ö / 59.206694°N 16.915250°Ö

Knaperhäll ligger i Dunkers socken, söder om Östra Magsjön. Lämningarna vid Knaperhällsbergen härrör från brytningen som pågick under 1800-talets mitt. Här bröts järnmalm säsongsvis av fyra till fem gruvarbetare några månader om året. Brytningen skedde med hjälp av handborrning och krutsprängning till ett djup av ungefär 10 meter. Malmen transporterades sedan till Björndammens masugn och masugnen i Åkers styckebruk. 1865 ansågs gruvan vara uttömd.

### Skottvångs gruva
- Koordinater: 59°10′51.5″N 17°08′7.9″Ö / 59.180972°N 17.135528°Ö

Gruvorna vid Skottvång hade de rikaste malmfyndigheterna. Brytning i gruvan finns dokumenterad från omkring år 1500, men kan vara betydligt äldre än så. Möjligtvis påbörjades malmbrytningen i Skottvång redan vid mitten av 1200-talet. Gruvan i Skottvång var under hela sin existens av avgörande betydelse för järnhanteringen i Åkers bergslag, inte minst för kanontillverkningen vid Åkers styckebruk. Omkring 1920 tog malmen slut och driften lades ner. Efter en tid av förfall har flera av gruvans byggnader blivit restaurerade. Idag ägs området av Åkers Kronopark AB. Fornminne med RAÄ-nummer Gåsinge-Dillnäs 220:1.

### Starrsätters gruvor
- Koordinater: 59°10′32.99″N 16°54′13.32″Ö / 59.1758306°N 16.9037000°Ö

Efter Skottvångs gruva hade gruvorna i Starrsätter, Dunkers socken, de rikaste malmfyndigheterna i denna del av den sörmländska bergslagen. Malmfyndigheten upptäcktes 1625 och driften startade omkring 1630. Till en början skickades malmen för vidareförädling till masugnen på Mora gård vid Morasjön, men efter 1637 gick all malm på den så kallade Malmvägen till Björndammens masugn. 1883 tog malmen slut och gruvan lades ner, samtidigt upphörde även driften vid Björndammen. Fornminne med RAÄ-nummer Dunker 140:1.

### Åkers styckebruk
- Koordinater: 59°15′19″N 17°06′14″Ö / 59.25528°N 17.10389°Ö

Centrum i Åkers bergslag var Åkers styckebruk som grundades omkring 1580 av kung Karl IX. Förleden stycke syftar på  stycke, alltså kanoner. Kanontillverkningen i kanongjuteriet pågick mellan 1588 och 1866. År 1840 framställde här Martin von Wahrendorff en av de första kanonerna med fungerande bakladdningsmekanism. Åkers Herrgård uppfördes 1757 och har använts som bostad till de olika bruksägarna. Kring herrgården grupperar sig ett stort antal välbevarade historiska byggnader. Anläggningen har de senaste decennierna genomgått en upprustning som belönades 1993 med Europa Nostra-diplomet. Nuvarande ägare är AB Åkers Styckebruk. Fornminne (hytt- och hammarområde) med RAÄ-nummer Åker 391:2.

### Ånhammar
- Koordinater: 59°08′46.93″N 16°54′34.21″Ö / 59.1463694°N 16.9095028°Ö

Ånhammar ligger i Gryts socken vid sjöarna Dunkern och Misteln. Huvudbyggnaden med två flygelbyggnader är av trä, uppförd 1638 och fick sitt nuvarande utseende i början av 1700-talet. Fägården kantas av en stallbyggnad på den ena sidan och på den andra sidan ett magasin. Under 1800-talets början tillkom nya ekonomibyggnader som placerades nordost om huvudbyggnaden. I magasinet finns idag ett gårdsmuseum. Den så kallade Dammstugukvarnen anlades 1806 och var i drift fram till 1949. Kvarnens maskineri samt mjölnarbostad och ladugård är bevarade. Fornminne med RAÄ-nummer Gryt 150:1.

### Älgsjöbackens gruva
- Koordinater: 59°11′47.15″N 17°5′9.8″Ö / 59.1964306°N 17.086056°Ö

Brytning i Älgsjöbackens gruva påbörjades på 1640-talet och bedrevs med kortare avbrott under 1700- och 1800-talen. När brytningen i Skottvångs gruva upphörde 1921 fortsatte brytningen i Älgsjöbackens gruva i ytterligare 23 år, då råvarubristen under mellankrigstiden och andra världskriget gav gruvan en nådatid.  Gruvan lades dock ned 1944 och blev den sista i drift varande järnmalmsgruvan i Åkers bergslag. Byggnaderna vid gruvan förföll och revs slutligen på 1960-talet. Den enda återstående byggnaden är gruvstugan som idag är en privat sommarbostad. Fornminne med RAÄ-nummer Gåsinge-Dillnäs 289:1.

### Öllösa masugn
- Koordinater: 59°9′17.10″N 16°57′10.52″Ö / 59.1547500°N 16.9529222°Ö

Öllösa masugn och Öllösa bruk ligger i Gryts socken. Här anlades en av Sveriges första vallonmasugnar (uppförd i sten) år 1633. Grundaren var den vallonske arkitekten Gerard de Besche som även var verksam vid Forsmarks bruk. Masugnen uppfördes vid utloppet till Kvarnsjön som kunde ge vattenkraften för att driva blåsbälgen för blästerluften. Redan 1649 lades driften ner, främst på grund av brist på malm. Sedan dess har inget hänt här utom att naturen långsamt tagit över och förvandlar hyttan till ruinhögar. Idag omfattar lämningen ett område om 100x90 meter med hyttruin, slagghögar och en dammvall. Fornminne med RAÄ-nummer Gryt 178:1.